# Bridge 9 Records
La Bridge Nine Records è un'etichetta indipendente specializzata in hardcore punk con sede a Peabody, nel Massachusetts.

## Storia della Bridge 9 Records
La Bridge Nine è di proprietà di Chris Wrenn, che la fondò nel 1995 e pubblicò il primo album nel 1996. Il nome indica l'intenzione di Wrenn alla fondazione dell'etichetta, ossia quello di unire (bridge in inglese) le varie parti della scena hardcore, mentre il numero nove fu inserito in quanto suo numero fortunato.
Dal 2007 ad oggi sei pubblicazioni dell'etichetta sono entrate nella classifiche di Billboard Top Heatseekers, Top 200 e Top Independent.

## Artisti
- Agnostic Front
- Ambitions
- Anger Regiment
- Betrayed
- Blue Monday
- Breathe In
- Carry On
- Ceremony
- Champion
- Cops and Robbers
- Crime in Stereo
- Cruel Hand
- Dead Swans
- Defeater
- Death Before Dishonor
- Death Threat
- The Distance
- Energy
- F-Minus
- First Blood
- For the Worse
- Give Up the Ghost
- H2O
- Have Heart
- Hierophant
- Holding On
- The Hope Conspiracy
- International Superheroes of Hardcore
- Mental
- Miles Away
- New Found Glory
- No Turning Back
- No Warning
- Outbreak
- On the Rise
- Palehorse
- Paint It Black
- Panic
- Polar Bear Club
- Project X
- Ramallah
- Reaching Forward
- Ruiner
- Shark Attack
- Sick of It All
- Sinners and Saints
- Slapshot
- Some Kind of Hate
- Soul Control
- Stand and Fight
- Strike Anywhere
- Sworn In
- Terror
- Think I Care
- Triple Threat
- The Trouble
- Underdog
- Verse
- Wrecking Crew